# Herman Stolpe
Herman Albert Stolpe, född 27 augusti 1904 i Stockholm, död 17 december 1996 i Danderyd, var en svensk kooperatör, förlagsdirektör och skriftställare.
Stolpe var son till överkontrollanten Johan Stolpe och Maria Schwartz, bror till Sven Stolpe och Birger Stolpe, och farbror till Jan Stolpe. Han var själv far till två söner och två döttrar, Elisabet och Anne-Marie.
Herman Stolpe publicerade flera böcker inom ekonomi och statsvetenskap. Han var därtill vice ordförande i Svenska Europarörelsens råd, medarbetare i Utrikespolitiska institutet, tjänsteman vid KF, och verksam vid Nationernas Förbund. Han var medarbetare till Medborgarboken.
Stolpe var under andra världskriget medlem i den antinazistiska organisationen Tisdagsklubben.

## Fotnoter
1. ↑  Sveriges Dödbok 1901–2009, DVD-ROM, Version 5.00, Sveriges Släktforskarförbund (2010).
2. ↑  Bokholm, Rune (2001). Tisdagsklubben: om glömda antinazistiska sanningssägare i svenskt 30- och 40-tal. sid. 196